# Amt Wolfsberg

Mauerreste von Burg Wolfsberg und dem zugehörigen Vogteihaus im Hintergrund, dem ehemaligen Verwaltungssitz des Vogteiamtes

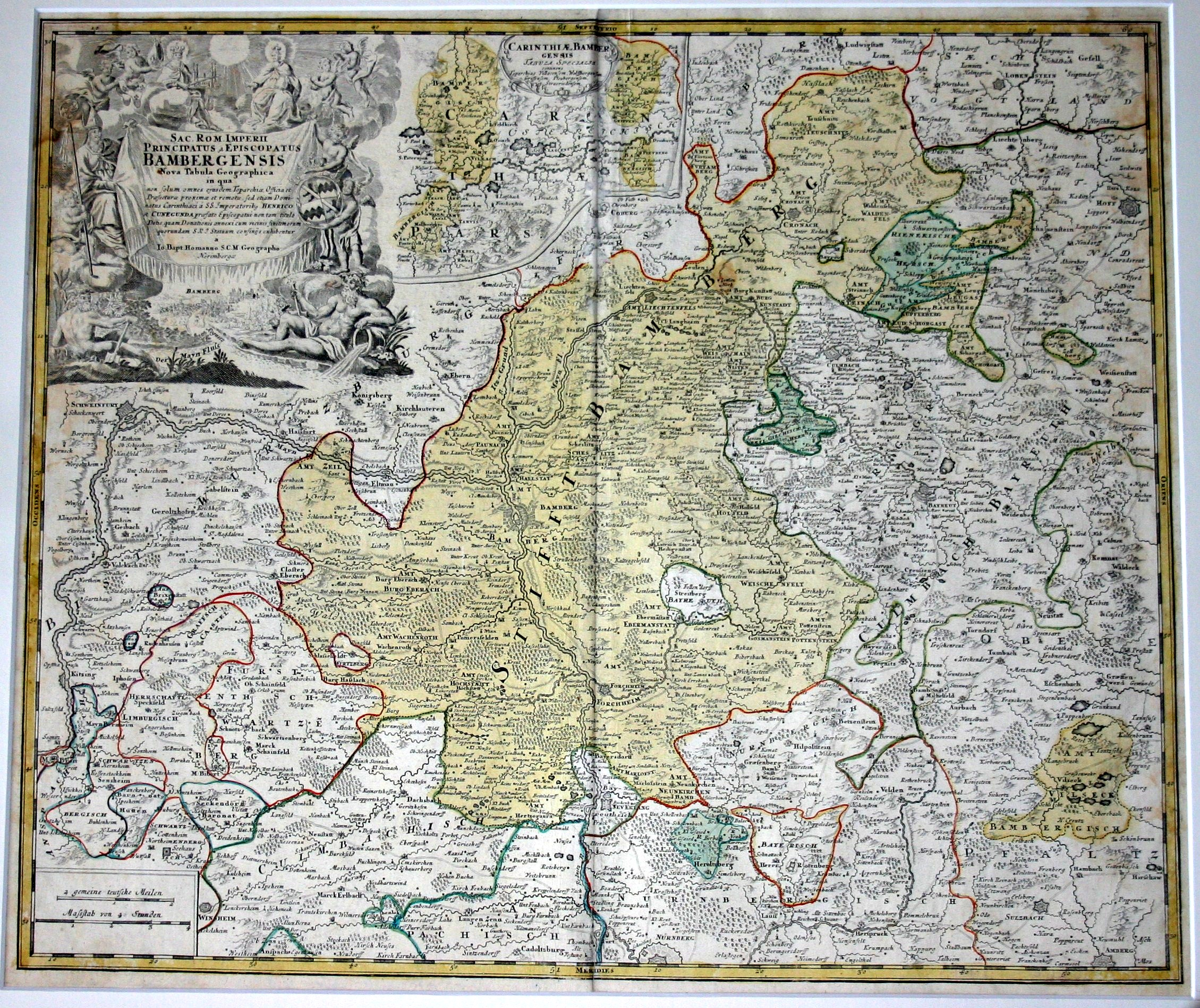
Das Territorium des Hochstiftes Bamberg mit Wolfsberg im Südosten dessen Kerngebietes

Das Amt Wolfsberg war ein Verwaltungsgebiet des Hochstiftes Bamberg, einem reichsunmittelbaren Territorium im Heiligen Römischen Reich. Das dem Fränkischen Reichskreis zugeordnete Hochstift Bamberg war ein geistliches Fürstentum, das bis 1802 existierte.

## Geografie
Das Amt Wolfsberg lag an der südöstlichen Peripherie des bambergischen Kerngebietes und grenzte im Süden an das Pflegamt Hiltpoltstein an, das zur Reichsstadt Nürnberg gehörte.

## Struktur
Die Verwaltung des Amtes Wolfsberg bestand aus einem Vogteiamt und einem Kastenamt.

### Verwaltungssitz
Den Amtssitz bildete zunächst die Burg Wolfsberg, später fungierte dann das am westlichen Fuß des Burghügels errichtete Vogteihaus als Sitz der Wolfsberger Amtsverwaltung.

### Vogteiamt
Das Wolfsberger Vogteiamt war eines der 54 Vogteiämter des Hochstiftes und gehörte damit zur unteren Verwaltungsebene dieses Reichsterritoriums.
Zum Vogteibezirk des Vogteiamtes gehörten neben dem Hauptort Wolfsberg auch noch weitere Ortschaften, wie etwa Dörfles, Geschwand, Haselstauden, Hundsdorf, Linden, Rothenhof und Sorg, in denen das Vogteiamt jeweils die Dorf- und Gemeindeherrschaft ausübte. Die Hochgerichtsbarkeit über die nördlich der Trubach gelegenen Gebiete wurde dabei vom ebenfalls bambergischen Amt Pottenstein wahrgenommen, diejenige südlich des Baches oblag hingegen dem Pflegamt Hiltpoltstein. Damit befand sich der Kernort des südlich des Bachlaufs gelegenen Untertrubach innerhalb des Hiltpoltsteiner Hochgerichtsbezirks. Das Dorf unterstand aber dennoch bambergischer Landeshoheit, denn die im fränkischen Raum hierfür maßgebliche Dorf- und Gemeindeherrschaft wurde ebenfalls vom Vogteiamt Wolfsberg ausgeübt.
Die wirtschaftliche Bedeutung des Amtes für das Hochstift Bamberg war relativ niedrig und wurde daher als Amt I Klasse (von 5) geführt. Die Steuererträge des Steueramtes betrugen im Schnitt in der Amtszeit von Peter Philipp von Dernbach (1672–1683) 865 und in der Amtszeit von Marquard Sebastian Schenk von Stauffenberg (1683–1693) 730 fränkische Gulden pro Jahr.